# Maillet (Allier)
Maillet – miejscowość i dawna gmina we Francji, w regionie Owernia-Rodan-Alpy, w departamencie Allier. W dniu 1 stycznia 2016 roku z połączenia trzech ówczesnych gmin – Givarlais, Louroux-Hodement oraz Maillet – powstała nowa gmina Haut-Bocage. Siedzibą gminy została miejscowość Maillet. W 2013 roku populacja Maillet wynosiła 349 mieszkańców. 